# Atopsyche huacapuncu
Atopsyche huacapuncu là một loài Trichoptera trong họ Hydrobiosidae. Chúng phân bố ở vùng Tân nhiệt đới.